# Hochenergiephysik
Die Hochenergiephysik (HEP) ist ein Teilgebiet der Physik, das sich aus der Kernphysik zu einer eigenen Disziplin entwickelte. Sie untersucht den Aufbau der kleinen und kleinsten Teilchen und Elementarteilchen und deren Reaktionen miteinander. Sie ist ein Sammelbegriff für die Teilchenphysik und die hochenergetische Schwerionenphysik. Ihre Ergebnisse sind wichtig für ein Verständnis des Aufbaus der heutigen Welt, aber auch des frühen Universums in einem extrem heißen Stadium, in der andere Teilchenreaktionen stattfanden, als sie heute bekannt sind.
Bei der Suche nach neuen Teilchen und Wechselwirkungen sind hohe Energien im GeV- und TeV-Bereich notwendig. In großen Teilchenbeschleunigern, wie beispielsweise Speicherringen, bringt man Elementarteilchen auf nahezu Lichtgeschwindigkeit und lässt sie nahezu frontal miteinander kollidieren.

## Beschleunigeranlagen (Beispiele)
Anlagen, an denen Experimente der Hochenergiephysik durchgeführt werden oder wurden, sind u. a.:
- HERA am DESY in Hamburg
- JINR in Dubna, Russland
- LEP, SPS und LHC am CERN bei Genf, Schweiz
- Tevatron am Fermilab in der Nähe von Chicago, USA
- Relativistic Heavy Ion Collider in Brookhaven, USA
- UNILAC, SIS, und ESR am GSI Helmholtzzentrum für Schwerionenforschung in Darmstadt.[2]

## Ergebnisse und Veröffentlichungen
Seit Januar 2014 werden im Rahmen des internationalen Open-Access-Projekts SCOAP3 alle das Fachgebiet betreffenden Artikel in einschlägigen Journalen für Hochenergiephysik frei zugänglich gemacht. Damit übernimmt die Hochenergiephysik eine Vorreiterrolle bei der internationalen Open-Access-Transformation. Für Deutschland gibt es drei nationale Kontaktstellen für SCOAP3:
- Helmholtz-Gemeinschaft – vertreten durch das Deutsche Elektronen-Synchrotron (DESY)
- Max-Planck-Gesellschaft
- SCOAP3-DH – vertreten durch die TIB – Leibniz-Informationszentrum Technik und Naturwissenschaften als nationale Kontaktstelle für die deutschen Hochschulen und sonstige Forschungseinrichtungen

Als bekannte Suchmaschine für Ergebnisse gilt INSPIRE-HEP (ehem. SPIRES).